# Maggie Lawson
Maggie Lawson, właśc. Margaret Lawson (ur. 12 sierpnia 1980 w Louisville) – amerykańska aktorka filmowa i telewizyjna, najbardziej znana z roli Juliet O'Hary w serialu USA Network Świry.
W latach 2006–2014 była związana z Jamesem Rodayem, którego poznała na planie serialu Świry. W sierpniu 2015 wyszła za Bena Koldyke'a, lecz w 2017 rozpoczął się ich proces rozwodowy.

## Filmografia
| Rok       | Tytuł                                                           | Rola                        | Dodatkowe informacje |
| --------- | --------------------------------------------------------------- | --------------------------- | -------------------- |
| 1996      | Unhappily Ever After                                            | Madelyn                     | 2 odcinki            |
| 1996      | Pod koszem (Hang Time)                                          | Kim                         | 1 odcinek            |
| 1997      | Krok za krokiem (Step by Step)                                  | Alana Mills                 | 1 odcinek            |
| 1997      | Chłopiec poznaje świat (Boy Meets World)                        | Debbie                      | 1 odcinek            |
| 1997      | Meego                                                           | Brooke                      | 1 odcinek            |
| 1997      | Cybill                                                          | Jennifer                    | 1 odcinek            |
| 1998      | Pan Złota Rączka (Home Improvement)                             | Samantha Hase               | 1 odcinek            |
| 1998      | Miasteczko Pleasantville (Pleasantville)                        | Lisa Anne                   |                      |
| 1998      | Czekałam na ciebie (I've Been Waiting for You)                  | Debbie Murdock              | film telewizyjny     |
| 1999      | Ich pięcioro (Party of Five)                                    | Alexa                       | 7 odcinków           |
| 1999      | Ostry dyżur (ER)                                                | Shannon Mitchell            | 1 odcinek            |
| 1999      | Biuro (Working)                                                 | Julie                       | 1 odcinek            |
| 1999      | Felicity                                                        | Rebecca                     | 1 odcinek            |
| 2000      | Modelka na medal (Model Behavior)                               | Alex Borroughs/Janine Adams |                      |
| 2001      | Inside Schwartz                                                 | Eve                         | 3 odcinki            |
| 2002      | Nancy Drew                                                      | Nancy Drew                  | film telewizyjny     |
| 2002      | Cheats                                                          | Julie Merkel                |                      |
| 2002      | Cudze serce (Heart of a Stranger)                               | Amanda Maddox               | film telewizyjny     |
| 2002      | Tajemnice Smallville (Smallville)                               | Chrissy/Missy Parker        | 1 odcinek            |
| 2003      | Śnieżne jaja (Winter Break)                                     | Michelle                    |                      |
| 2003-2004 | It's All Relative                                               | Liz Stoddard-Banks          | regularnie           |
| 2004      | Reguły miłości (Love Rules)                                     | Kelly                       | film telewizyjny     |
| 2004      | Zemsta kobiety w średnim wieku (Revenge of a Middle-Aged Woman) | Rachel                      | film telewizyjny     |
| 2005      | Prawdziwe powołanie (Tru Calling)                               | Megan Roberts               | 1 odcinek            |
| 2006      | Crumbs                                                          | Andrea Malone               | regularnie           |
| 2006-2014 | Świry (Psych)                                                   | Juliet O'Hara               | regularnie           |
| 2007      | Ślady zbrodni (Cleaner)                                         | Cherie                      |                      |
| 2008      | Fear Itself                                                     | Bride                       | 1 odcinek            |
| 2009      | Still Waiting...                                                | Allison                     |                      |
| 2009      | Killer Hair                                                     | Lacey Smithsonian           | film telewizyjny     |
| 2009      | Hostile Makeover                                                | Lacey Smithsonian           | film telewizyjny     |
| 2009      | Gamer                                                           | Prezenterka                 |                      |
| 2010      | Fear Itself                                                     | Diana                       | krótkometrażowy      |
| 2012      | Justified: Bez przebaczenia (Justified)                         | Layla                       | 1 odcinek            |